# Charles Trelawny
Le major-général Charles Trelawny  (1653 - 24 septembre 1731) est un officier de l'armée anglaise et un homme politique conservateur qui siège à la Chambre des communes anglaise et britannique de 1685 à 1713.
Fils cadet d'une famille éminente des Cornouailles, Trelawny commence sa carrière militaire en 1673, occupant des postes de commandement sous Charles II ; il est également un ami de longue date et un collègue de John Churchill, plus tard duc de Marlborough. Comme beaucoup de conservateurs, il soutient Jacques II en 1685, malgré son catholicisme; sa défection en 1688 illustre la mesure dans laquelle Jacques s'est aliéné sa base de soutien principale.
Son frère aîné, Jonathan Trelawny (3e baronnet) est l'un des sept évêques poursuivis pour diffamation séditieuse, dont l'acquittement le 30 juin 1688 a détruit l'autorité politique de Jacques II. Trelawny, Marlborough et Percy Kirke sont les chefs du complot militaire qui provoque le remplacement de Jacques par sa fille protestante Mary et son gendre néerlandais Guillaume III d'Orange-Nassau.
Après la Glorieuse Révolution de novembre 1688, Trelawny sert dans la guerre de Williamite en Irlande de 1689 à 1691, avant de démissionner de son poste en 1692. Il reste député et agit comme directeur politique en Cornouailles et Devon au profit son collègue Sidney Godolphin, Lord grand trésorier de 1702 à 1710.
Après avoir démissionné du Parlement en 1713, il vit tranquillement chez lui, où il est décédé en 1731.

## Jeunesse
Charles Trelawny est né en 1653, quatrième fils de Sir Jonathan Trelawny (2e baronnet) (1623-1681) et Mary Seymour (1619-1680), fille de Sir Edward Seymour (2e baronnet) (1610-1688), une branche cadette des ducs de Somerset. Ses frères et sœurs comprenaient John (1646-1680), William (décédé jeune) Jonathan (1650-1721), Henry (1658-1702) et Chichester (décédé 1694) .
Le 1er mai 1690, Trelawny épouse sa cousine Anne Morice (1672-1690), veuve de William Morice (1660-1688), député de Newport à Cornwall de 1681 à 1688 . Le père d'Anne, Richard Lower (1631-1691), est médecin de cour jusqu'à ce qu'il perde son poste en 1681 en raison de la crise d'exclusion . Les Lowers sont une autre famille importante du West Country et quand Anne meurt en couches en 1690, Trelawny hérite de ses domaines près de Hengar, Cornouailles.
Trelawny se remarie en juin 1699, cette fois avec Elizabeth Mitchell, dont le père Thomas est recteur de Notgrove, Gloucestershire. Ils ont une fille survivante, dont on sait peu de choses; Trelawny a laissé ses terres et ses biens à son neveu Edward.

## Carrière

### Europe et Afrique; 1673-1684

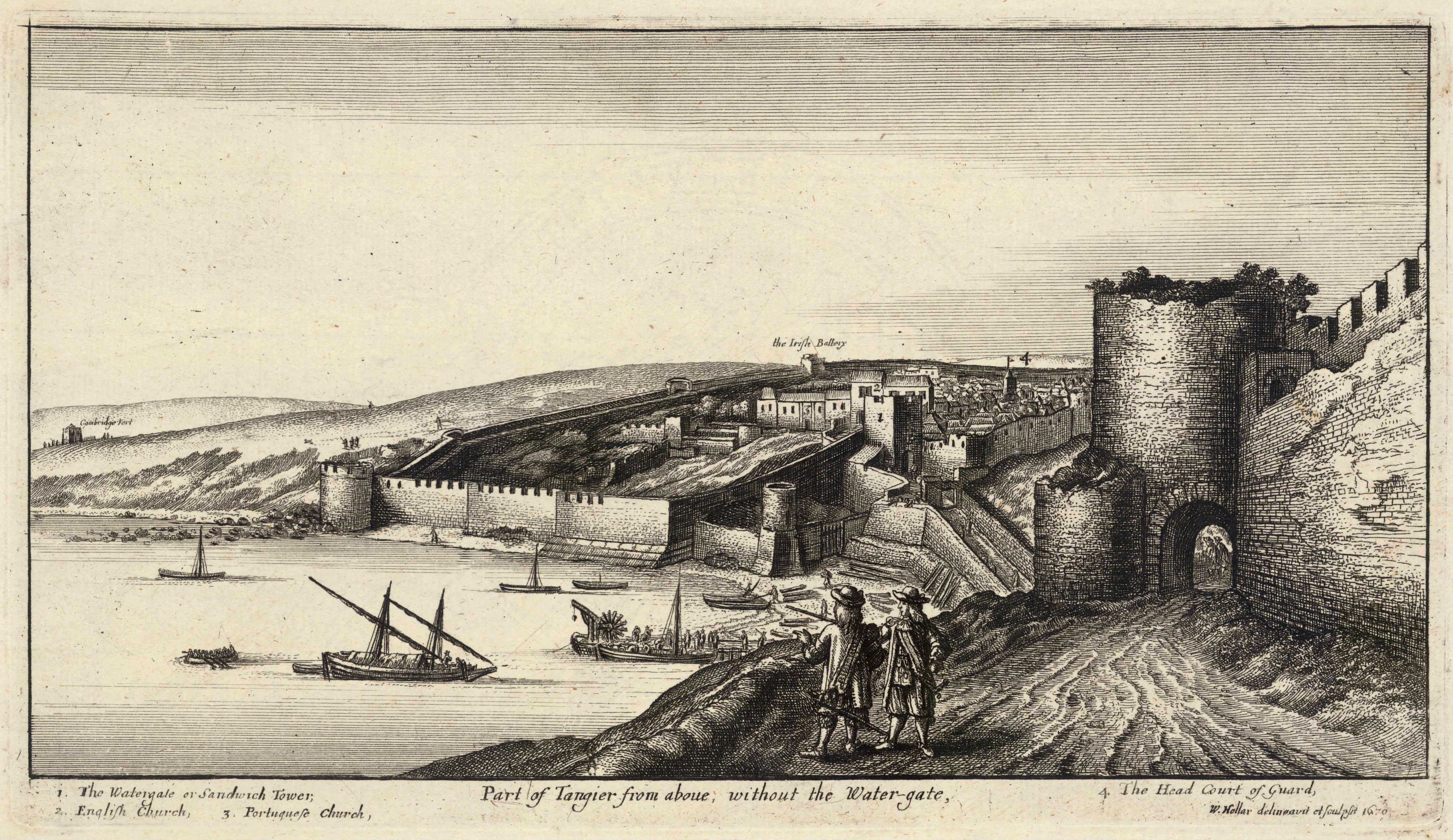
Tanger vers 1670; Trelawney sert dans la garnison 1680-1684

Les Guerres des Trois Royaumes de 1638 à 1651 ont créé une forte résistance en Écosse et en Angleterre à une armée professionnelle et ceux qui veulent mener une carrière militaire le faisaient généralement au service extérieur . Dans le Traité de Douvres de 1670, Charles II d'Angleterre accepte de soutenir une attaque française contre la République hollandaise et de fournir une Brigade britannique de 6 000 hommes pour l'armée française. Louis XIV lui a payé 230 000 £ par an pour cela, une disposition secrète qui n'a été révélée qu'en 1775 .

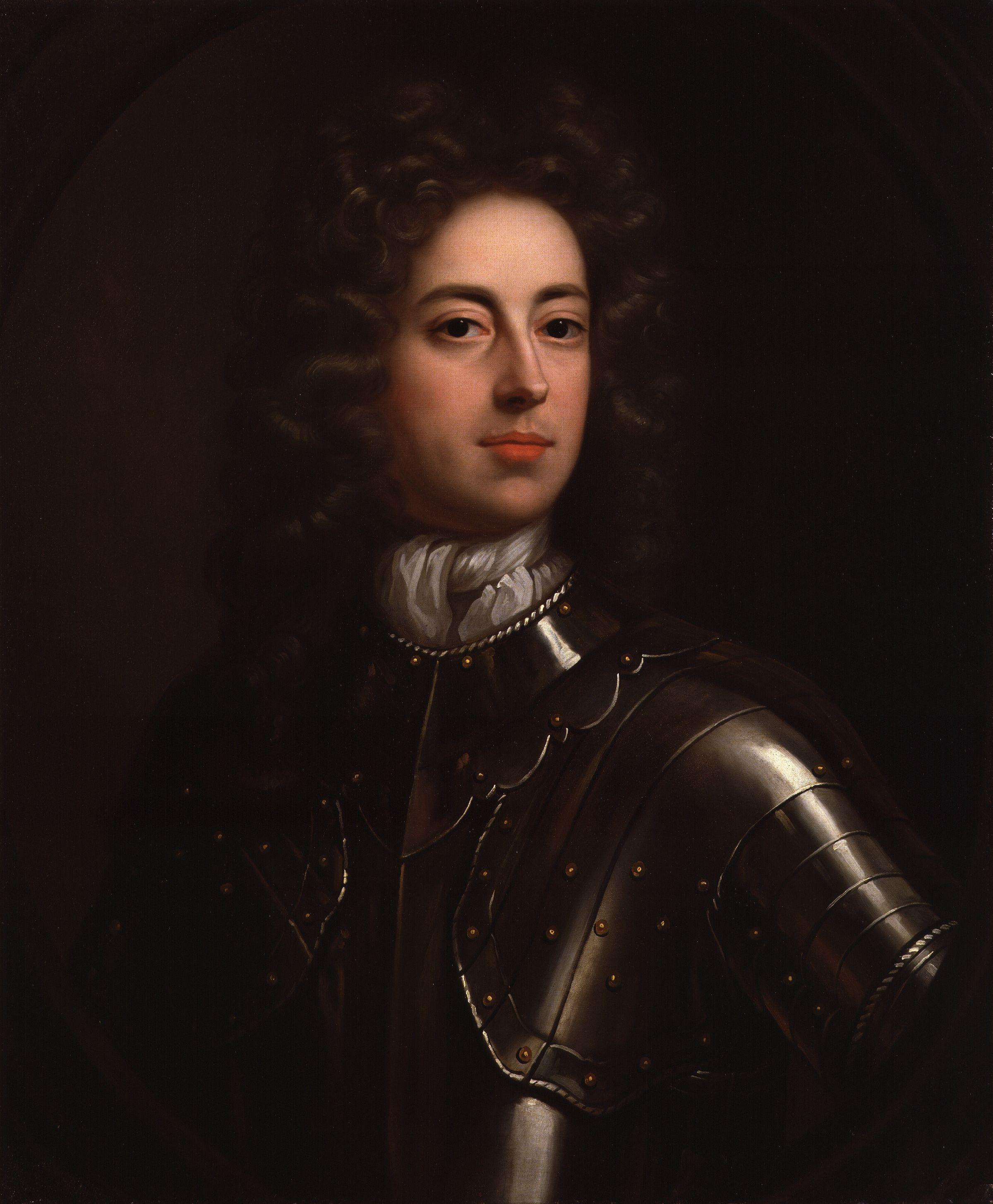
John Churchill, plus tard duc de Marlborough vers 1685-1690; un ami et collègue de longue date

Au début de la Guerre de Hollande en 1672, Trelawny rejoint le Royal English Regiment, recruté dans le cadre de la Brigade. L'alliance avec la France catholique est profondément impopulaire; beaucoup doutent de sa fiabilité contre les Hollandais protestants et il sert donc principalement en Rhénanie. Cependant, certains officiers prennent part au siège de Maastricht en 1673 en tant que volontaires, notamment Trelawny et John Churchill, plus tard duc de Marlborough .
La troisième guerre anglo-néerlandaise prend fin avec le traité de Westminster de février 1674, la guerre franco-néerlandaise plus large se poursuivant jusqu'en 1678 . Bien que de nombreux membres de la brigade soient transférés dans l'armée néerlandaise, Charles encourage les autres à rester pour conserver les paiements de Louis XIV. En mars 1674, Trelawny devient capitaine du deuxième bataillon du Royal English, dirigé par Bevil Skelton . De 1674 à 1675, son unité sert sous Turenne dans les batailles d'Enzheim et d'Altenheim ; la baisse des effectifs et l'opposition nationale signifièrent la dissolution de la Brigade en 1676 .
En juillet 1680, Trelawny est nommé major du 2e régiment de Tanger, levé au service de la garnison de Tanger. Possession anglaise depuis 1662, sa garnison subit de lourdes pertes de maladie et de combat; son frère aîné, John, y est tué en mai 1680. Le régiment est commandé par un fils illégitime de Charles II, le comte de Plymouth, décédé peu de temps après son arrivée. Il est remplacé par Percy Kirke, qui commande jusqu'en 1682 lorsque Trelawny prend le relais et reste à Tanger jusqu'à son abandon en 1684 .

### La révolution glorieuse; 1685-1688

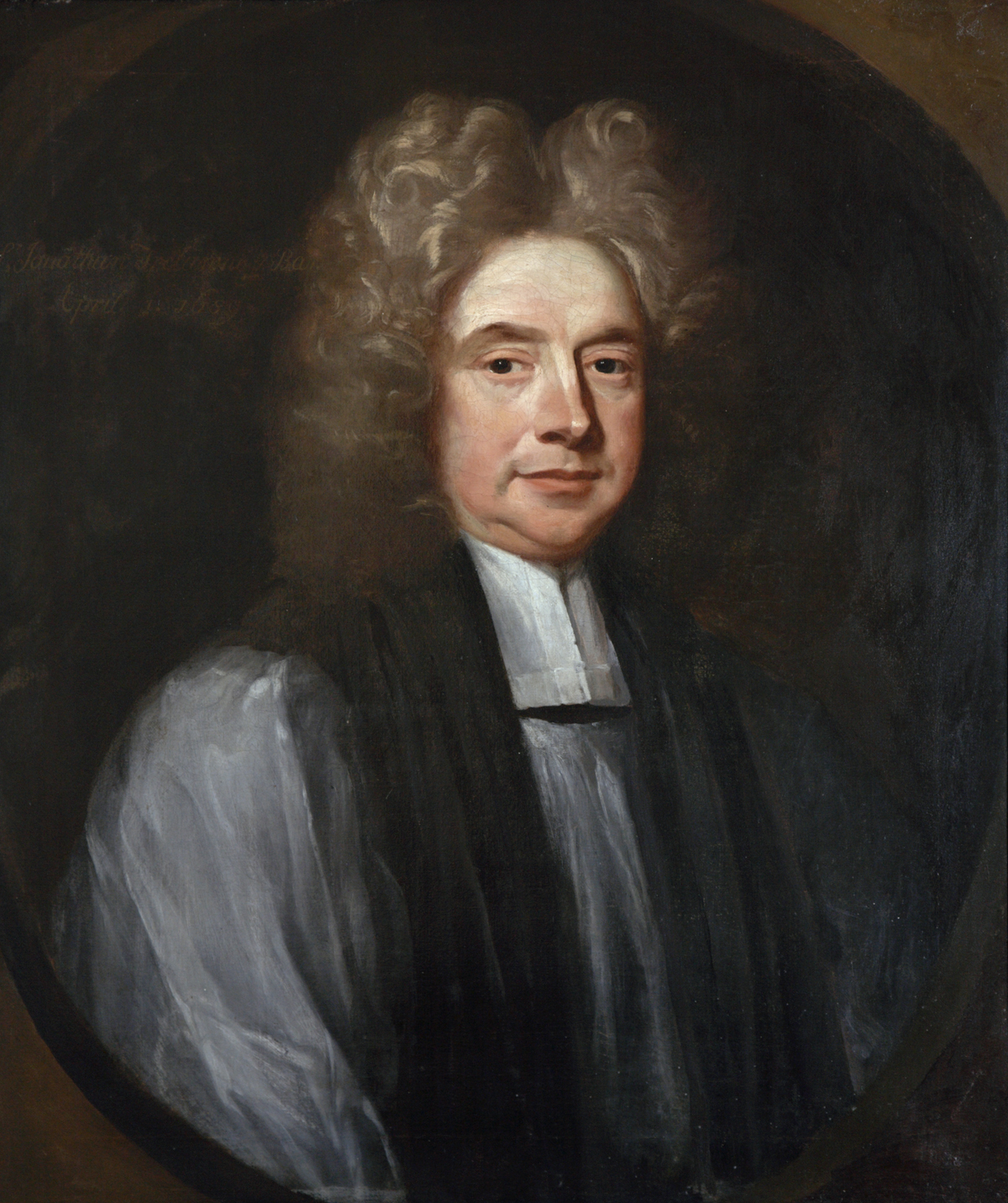
Le frère de Charles, Sir Jonathan Trelawny, l'un des sept évêques acquitté le 30 juin 1688

Comme d'autres conservateurs, Trelawny soutient Jacques II quand il devient roi en 1685, malgré son catholicisme. L'influence de la famille Trelawny dans le West Country a minimisé le soutien à la rébellion de Monmouth et en juillet, il s'est battu contre son ancien commandant à Sedgemoor. Aux Élections générales anglaises de 1685, il est élu comme député d'East Looe. Jacques suspend le Parlement en novembre pour avoir refusé d'adopter ses mesures de tolérance, puis le dissous en 1687 .
Au cours des deux années suivantes, les tentatives pour assurer un Parlement qui voterait selon les instructions signifiaient que Jacques II a remodelé les structures du pouvoir local, la base de pouvoir traditionnelle de l'aristocratie foncière, à la fois tory et whig . Son utilisation de pouvoirs arbitraires pour contourner les lois et les statuts s'est accompagnée d'une expansion de l'Armée royale de 9 000 en juin 1685 à 34 000 hommes en avril 1688. Sa politique semble de plus en plus menacer l'Église d'Angleterre, culminant en mai 1688 avec la poursuite pour diffamation séditieuse de sept évêques anglicans, dont l'un est le frère de Charles, Sir Jonathan.

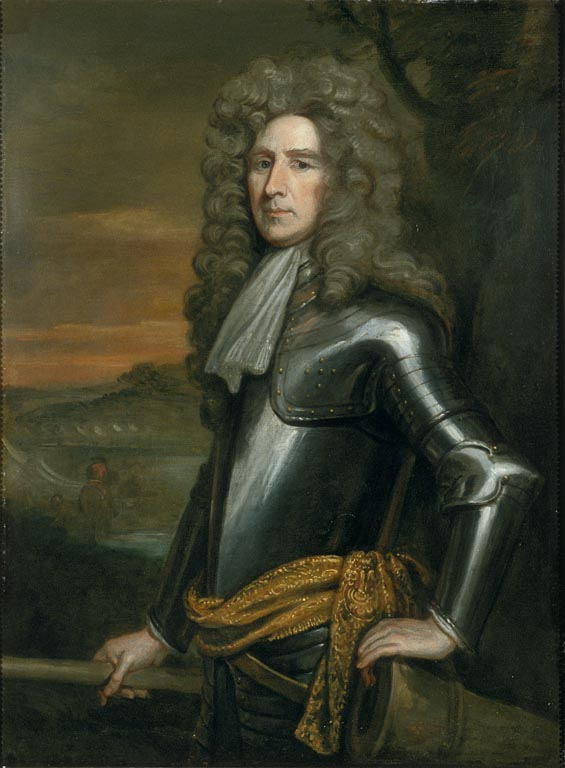
Henry Sydney, lien entre Trelawny, Guillaume d'Orange et Sunderland

La dissidence est devenue une crise politique en juin 1688. La naissance d'un fils le 10 juin, Jacques François Stuart, fait naître la perspective d'une dynastie catholique. Cela est suivi le 30 juin par l'acquittement des évêques, qui entraîne des émeutes anti-catholiques généralisées dans toute l'Angleterre et l'Écosse et des célébrations sauvages, y compris au sein de l'armée royale . Le même jour, une invitation est envoyée à Guillaume d'Orange, «l'invitant» à prendre le trône au nom de sa femme Mary. Il est signé par sept personnes choisies parmi les éléments clés de la nation politique, notamment les conservateurs, les whigs, l'église d'Angleterre et la Royal Navy . L'invitation est rédigée par Henry Sydney, dont le beau-frère le comte de Sunderland, est le conseiller principal de Jacques II depuis 1685. Il est de plus en plus alarmé par l'impopularité du régime et les troubles provoqués par le procès des évêques le mènent à soutenir les négociations avec William .
L'implication de Sunderland entraine la confirmation, par Trelawny, Marlborough et Kirke de leur soutien à l'invasion, ainsi que l'Association des officiers protestants . L'engagement de Trelawny amène avec lui un bloc de West Country puissant et bien connecté, y compris son oncle Sir Edward Seymour (1632-1708). Seymour, qui est trésorier de la Marine de 1673 à 1681, s'est opposé à l'exclusion de James du trône en 1679-1681 mais a résisté à son utilisation de mesures arbitraires dès le début .
Leur soutien et l'échec de la marine à intervenir permettent à William de débarquer sans opposition au port de Torbay le 5 novembre 1688, un événement connu sous le nom de Glorieuse Révolution. Alors qu'il avance, Trelawny et d'autres officiers font défection pour le rejoindre; les allégations selon lesquelles ils avaient l'intention de remettre Jacques II à William n'ont pas été confirmées. Les désertions ont réduit l'armée de Jacques de 34 000 à moins de 4 000 hommes et il s'est exilé le 23 décembre . En tant que député d'East Looe, Trelawny est membre du Parlement de la Convention de 1689 qui fait de Mary et William des monarques conjoints d'Angleterre .

### L'Irlande et l'Angleterre: 1689-1731

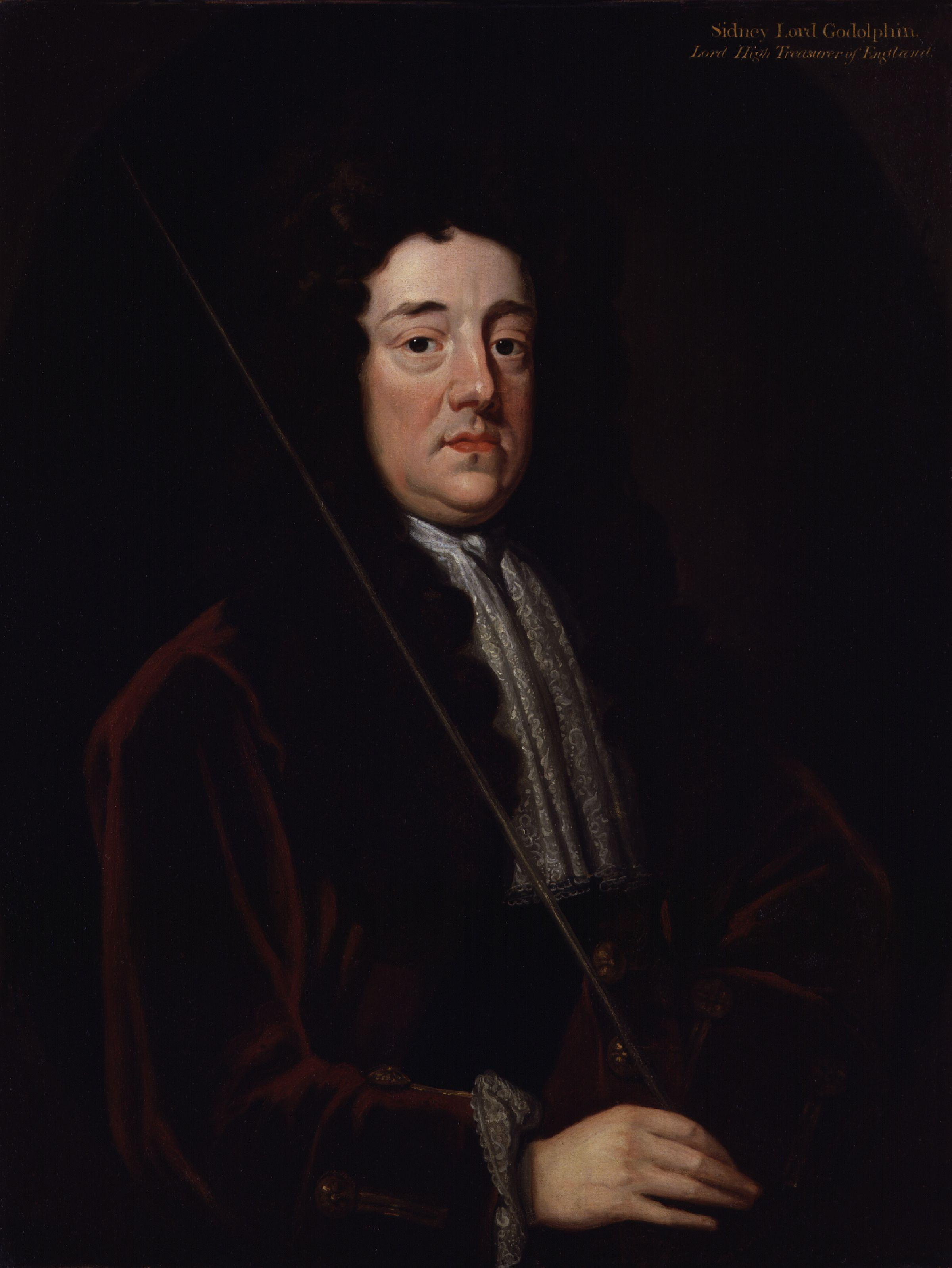
Sidney Godolphin, Lord grand trésorier, 1702 à 1710 ; Trelawny a agi comme son protecteur politique à Cornwall.

Brièvement privé de son régiment par Jacques II, Trelawny est restauré par William et passe les deux années suivantes à combattre dans la guerre des Williamites en Irlande, y compris la bataille de la Boyne et le siège de Cork. Il est gouverneur de Dublin et promu Major général le 2 décembre 1690, retournant en Angleterre à la fin de la guerre avec le Traité de Limerick d'octobre 1691. En janvier 1692, il démissionne de son poste de colonel en faveur de son frère Henry. Diverses raisons ont été suggérées, la plus probable étant son amitié avec Marlborough, qui est démis de ses fonctions militaires et politiques en même temps. Un autre est la mort récente de sa femme et le désir de «vivre tranquillement à la campagne» .
En 1694, Trelawny est proposé comme colonel des Coldstream Guards mais les Whigs insistent pour qu'il soit donné à John Cutts. La famille est aussi importante que l'idéologie dans la détermination de l'appartenance à un parti, les «Whig» Granvilles et «Tory» Seymours se disputant le pouvoir politique dans le Devon et la Cornouailles. La reprise en main politique des conservateurs est démontrée en 1696 lorsque Trelawny remplace John Granville au poste de gouverneur de Plymouth, puis est élu député de Plymouth en 1698. Son ancien régiment échappe à la dissolution lorsque le Traité de Ryswick de 1697 met fin à la Guerre de la Ligue d'Augsbourg et est utilisé comme garnison à Plymouth et Penryn .

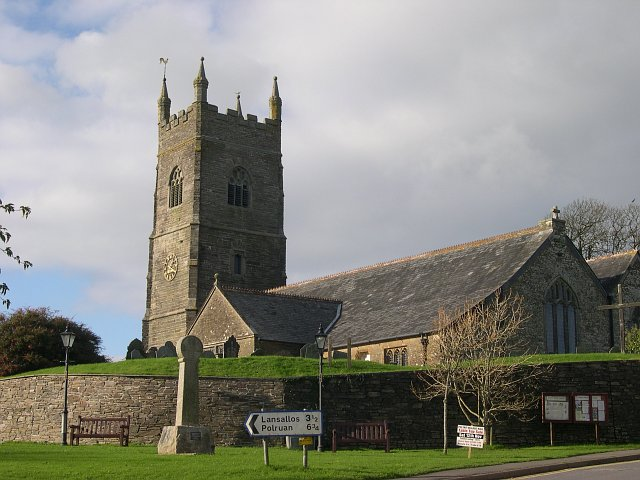
St Nonna, près de Pelynt, où Trelawney a été enterré en 1731.

En 1701, Henry Trelawny est réélu en tant que deuxième député de Plymouth et à sa mort en 1702, il est remplacé par un autre Tory. Charles Trelawny est le protecteur politique dans le West Country pour son collègue cornouaillais, Sidney Godolphin, Lord grand trésorier de 1702 à 1710 . Malgré les plaintes des Whigs, en 1706 Godolphin nomme son frère évêque de Winchester, l'un des évêchés les plus riches et les plus importants de l'Église d'Angleterre .
Trelawny démissionne en tant que député en 1713, mais continue comme gouverneur de Plymouth. Décrite par Defoe comme «une ville de considération et d'une grande importance pour le public», c'est une importante base militaire et un port de commerce; son maintien en poste après l'accession au trône de George Ier en 1714 témoigne de sa fiabilité. Il quitte le poste en 1720 et vit ensuite à la retraite à Hengar.
Trelawny est mort chez lui le 24 septembre 1731 et est enterré dans l'église de Nonna, près de Pelynt aux côtés d'autres membres de la famille. Il laisse ses terres et ses biens à son neveu Edward, député de West Looe de 1724 à 1732 .